# Nina Sundbye
Nina Emilie Sundbye (Oslo, 4 augustus 1944) is een Noors beeldhouwster.

## Biografie
Nina Sundbye werd in 1944 geboren in Oslo en studeerde aan het SHKS (1962-1965) en aan de Statens kunstakademi (Rijksacademie van Beeldende Kunsten 1966-1968), waar ze een student was van Per Palle Storm. Van 1968 tot 1970 studeerde ze aan de Kungeliga Akademi för De Fria Konstnerna in Stockholm. Ze debuteerde op de Høstutstillingen (najaarstentoonstelling) in 1967 met een borstbeeld van de Noorse illustrator Finn Graff. Ze is vooral bekend om haar sculpturen van personages van Henrik Ibsen, personages uit theater en ballet. Ook maakte zij fantasiefiguren als "Tyrihans" en Birgit Cullbergs "Månrenen" (maanrendieren).
Sundbye is getrouwd met componist Magne Amdahl.

## Werken (selectie)
- Poseidongruppen in Sandefjord
- Henrik Ibsen voor het Ibsenmuseet in Oslo
- De fire vindene in Haugesund
- Peer Gynt – Universiteit van Oslo
- Puck, in brons, aan de Oppsal skole, Oslo
- Skulptuur van Leif Juster buiten aan de Chat Noir in Oslo
- Per Aabel som Jean de France in het Nationalteateret in Oslo
- Inrichting van de Stovner kirke en Fjellhamar kirke
- Operapar en Klovn, Museet for samtidskunst, Oslo
- Beeldje behorende bij de Hedda-prijs (de Noorse theaterprijs)

## Tentoonstellingen (selectie)
- Kunstnerforbundet in 1973, 1976 en 1991
- Nordisk Kunstsentrum in Helsingfors in 1978
- Ibsens kvinner in Nasjonalbiblioteket in 2006

## Prijzen en onderscheidingen
- Oslo bys kunstnerpris in 1980[2]
- Oslo bys kulturpris in 1999[3]
- Ingeborg og Per Palle Storms ærespris in 2007
- Sundbye werd in oktober 2007 geridderd in de St. Olavs Orden.[4]

- Gemeinsame Normdatei: 1147111650
- International Standard Name Identifier: 0000 0000 3489 2167
- KulturNav: b2c18e8e-1a89-4c0d-8a7f-850195d9fed6
- Library of Congress Control Number: n2007001477
- RKD-Nederlands Instituut voor Kunstgeschiedenis: 344921
- Virtual International Authority File: 11750185
- WorldCat: E39PBJdcvHyc63FvPCqMqB8pyd